# نادي نورث تكساس
نادي نورث تكساس لكرة القدم (بالإنجليزية: North Texas Soccer Club) هو فريق كرة قدم أمريكي تأسس في سنة 2018 في تكساس ويلعب في بطولة الدوري الأمريكي الدرجى الأولى.